# El Pla de la Séquia
El Pla de la Séquia és el nom popular amb què es coneix l'Avinguda de Joan Carles I de Xaló, localitat situada a la comarca de la Marina Alta. Aquesta avinguda discorre paral·lela al curs del riu Xaló-Gorgos.
L'ermita de Sant Doménec és l'edifici més representatiu del Pla de la Séquia. La seua construcció data de l'any 1697 i, a més de l'ermita, comprenia la casa de l'ermità i un forn de calç. L'any 1977 l'ermita va ser restaurada gràcies a la generositat de la senyora Georgette Bosch i Pont; però la casa de l'ermità va ser enderrocada i del forn de calç només en queda una paret.
De la séquia que li va donar nom no en resta ja cap tram visible, tot i la importància que va arribar a tindre en el passat com a canal subministrador d'aigua de reg. L'antic escorxador s'ha remodelat i hui acull el Museu Etnològic de Xaló. Sobre el solar d'una teulera s'ha alçat un centre comercial. Les hortetes que hi havia al costat del riu han desaparegut i s'han convertit en un passeig públic. El Pou de la Carota, un dels pous que formaven part de la xarxa pública que hi havia a les entrades de Xaló, també ha desaparegut.
Cada dissabte, des de començaments de la dècada dels noranta del segle passat, se celebra en aquesta contrada un mercat de vell, on es poden trobar una gran varietat d'objectes: des d'antigues monedes fins a les eines de camp que feien servir els pagesos d'antany. En els darrers anys el nombre de parades s'ha fet tan elevat que el mercat, saturada l'avinguda de Joan Carles I, s'ha estés també pel Camí de La Tarafa.